# Kladzany
Kladzany jsou obec na Slovensku v okrese Vranov nad Topľou v Prešovském kraji ležící 5 km východně od Vranova nad Topľou. Žije zde 531 obyvatel.
První písemná zmínka o obci je z roku 1391. V obci je envangelický kostel z 19. století a moderní římskokatolický kostel Nejsvětejšího Kristova Těla a Krve.